# Alberto Bettiol
Alberto Bettiol (født 29. oktober 1993 i Poggibonsi) er en italiensk cykelrytter, der kører for det professionelle cykelhold XDS Astana Team.
Han tog sin første professionelle sejr da han vandt Flandern Rundt 2019.